# 이상권
이상권(李商權, 1955년 1월 27일 ~ , 홍성)은 대한민국의 정치인이자 법조인이다. 제18대 국회의원을 역임하였으며, 한국전기안전공사 사장을 역임했다.

## 학력
- 홍남초등학교 졸업
- 홍성중학교 졸업
- 홍성고등학교 졸업
- 건국대학교 법학과 학사

## 경력
- 인천지방검찰청 부장검사
- 인천광역시 체육회 고문 변호사
- 열린정보장애인협회 인천지부 고문변호사
- 인천정신지체인애호협회 고문변호사
- 인천개인택시운송사업조합 고문변호사
- 한나라당 정책위원회 행정자치부위원장
- 제17대 대통령선거 한나라당 인천선거대책위원회 전략기획본부장
- 제17대 대통령선거 한나라당 박근혜 경선후보 인천총괄본부장
- 한나라당 부대변인
- 한나라당 인천광역시 계양구 을 당협위원장
- (사)전주이씨대동종약원 종민회 회원
- 한국전기안전공사 사장
- 새누리당 전임위원
- 자유한국당 법률행정위원

## 논란
전기안전공사 이사장 취임당시 홍보비용을 부당 집행하고, 보은 인사를 한 사실이 드러나 논란이 되고 있다. 전기안전공사 이사장 취임 후 자신의 고교 선·후배가 대표로 있는 지역 언론사 A신문과 B일보 등 2곳과 직접 계약을 체결해 1,485만 원을 주고 8차례 공사 광고를 게재했다. 이는 지역 언론 광고금액의 21.6%에 해당한다. 특히 지난 2014년 전기안전홍보 예산이 대폭 삭감돼 지역 언론사 광고비가 대폭 줄였음에도 A신문과 B일보에 광고를 주라고 본사 홍보실에 지시했다. 한국전기안전공사는 유료광고 게재 시 한국언론진흥재단을 통해야 하지만 이 사장의 지시로 이를 무시한 것이다. 부당 인사도 논란이 되고 있다. 2014년 4월 고교 후배 C씨(2급 을)를 상위 보직인 인재개발실장(2급 갑)에 임명해 인사규정을 위반했다. 인재개발실장은 직원의 승진과 보직 부여 등 결정할 수 있는 요직 중에 요직이다. 거기다 1급 승진인사 시 필수 절차를 누락하고 인사위원회 심사 전에 C씨를 승진자로 내정하기도 했다. 감사원은 C씨의 승진인사발령을 취소하고, 자신의 1급 발탁승진 인사업무를 부당하게 처리한 데 대해 정직 처분하라고 요구했다.

## 역대 선거 결과
|  | 37.38% |

|  | 41.14% |

|  | 47.62% |

|  | 43.73% |